# Rantau Tijang (Pardasuka)
Rantau Tijang is een bestuurslaag in het regentschap Pringsewu van de provincie Lampung, Indonesië. Rantau Tijang telt 1818 inwoners (volkstelling 2010).